# Plitvički potok
Plitvíčki potok (tudi Plitvíca) je desni pritok Mure na Apaškem polju tik nad Gornjo Radgono. Izvira v kratki grapi v severnem delu Slovenskih goric pri vasi Grabe, teče po južnem robu Apaškega polja skozi vas Plitvica in se izliva v Muro tik pod radgonskim gradom. Skoraj v celotnem toku teče po južnem delu ravnine, ki je bila nekoč zaradi ilovnatih nanosov mokrotna in deloma poraščena z nižinskim gozdom. Od njega se je do danes ohranilo le gozdno območje Arda med Plitvico in Mahovci, v katerem med drugimi ptiči gnezdi črna štorklja (Ciconia nigra) in je evidentirano kot naravna vrednota lokalnega pomena. Po regulaciji potoka in melioracijah v drugi polovici dvajsetega stoletja so v tem delu ravnine večinoma njivske površine. Potok teče po umetni strugi vse do izliva v Muro, njegove brežine so skoraj povsem brez obvodnega grmovja in drevja, tako da deluje zgolj kot odvodni kanal. V daljših sušnih obdobjih ima zelo malo vode, pretok se mu poveča samo po daljših deževnih obdobjih, ko se dvigne gladina podtalnice tik pod površje in občasno tudi zastaja na površju.